# 558 Carmen
558 Carmen este un asteroid din centura principală, descoperit pe 9 februarie 1905, de Max Wolf.